# Anthidiellum breviusculum
Anthidiellum breviusculum là một loài Hymenoptera trong họ Megachilidae. Loài này được Pérez mô tả khoa học năm 1890.